# Jorge Héctor Paladini
Jorge Héctor Paladini (La Plata, 1930 - 11 de septiembre de 2020) fue un profesor, escritor, historiador y crítico de arte argentino.
Nació en La Plata, Provincia de Buenos Aires, República Argentina en 1930.
Estudió Historia y Filosofía en la Facultad de Humanidades de la Universidad Nacional de La Plata (UNLP) . 
Como escritor fundó numerosas revistas literarias entre las que se destacan la Revista Libre de Humanidades, Humanius Sintaxis y la Revista del Río de la Plata.
Publicó libros de investigación literaria y  de poesía. El primero de ellos  Senderos se tradujo al alemán en la Universidad de Innsbruck, Austria en 1979 en su serie de “Literatura Latinoamericana”. Asimismo fue colaborador en publicaciones alemanas, italianas y japonesas. Fue presidente de la Fundación Bernard e integró, entre otras asociaciones, la filial argentina del Comité Internacional de Estudios Homéricos y la Sociedad de Escritores de la Provincia de Buenos Aires.
Como crítico de arte se desempeñó como asesor y colaborador de diversas entidades culturales de la ciudad de la Plata, del Museo Beato Angélico de la Universidad Católica y del Museo Eclesiástico dependiente del Arzobispado de esa ciudad. 
Participa con artículos y críticas en diversos medios periodísticos locales. Es comentarista radial en materia de cultura.

## Obra poética
- Senderos (1978)
- Nuevos poemas y epígrafes medievales (1994)
- Nuevos poemas y epígrafes en la noche y los vientos (1998)